# Baraboly
A baraboly (Chaerophyllum) a zellerfélék (Apiaceae) családjába tartozó növénynemzetség. A család növénytani elnevezése a görögből ered: görög chairein = örülni, phyllon = levél. A Chaerophyllum nemzetségbe mintegy 35-50 faj tartozik. Észak-Afrikában, Ázsiában és Európában őshonosak.
Erdős, köves helyek ernyős, fehér virágzatú gyomnövénye.
Magyar nyelvterületen a legismertebb a bódító baraboly (Chaerophyllum temulum). Erdőkben, ligetekben, parkokban, sőt városokban bokrok tövében is megtalálható. Levelét szétmorzsolva mentolra emlékeztető kellemes illatot érezhetünk.

## Leírás

### Vegetatív jellemzők
A Baraboly-fajok egyévesek, évelők vagy évelő, lágyszárú növények. A gyökerek orsószerűen vagy gumószerűen megvastagodottak. A föld feletti növényi részek szőrösek. A felálló szárak elágazóak, és a nóduszok alatt többnyire kissé megduzzadtak. A lomblevelek levélnyéllel, levélhüvellyel és levéllemezzel tagoltak. A levéllemezek kétszeresen vagy háromszorosan szárnyaltak.

### Generatív jellemzők
A végálló és oldalálló, kettős ernyős virágzatok ernyőcskékből állnak. A gallérlevelek hiányoznak vagy kevés levélkéből állnak. Az ernyőcskéknek több gallérlevelük van.
A többnyire kétivarú virágok öttagúak. A csészelevelek hiányoznak. A fehér, halvány rózsaszín, világos bíbor színű, ritkán világossárga sziromlevelek fordított tojásdad-kör alakúak vagy fordított szív alakúak, mélyen bemetszettek, befelé hajlított felső véggel és visszahajtott karéjjal. A bibepárna kúpos vagy lapított. A bibe rövidebb, mint a stylopodium. A bibék fonalasak, majdnem egyenesek vagy visszahajlók.
A kopasz ikerkaszatok keskeny-oválisak, hosszúkásak, vonalas-hosszúkásak, oldalról lapítottak, és csak gyengén csőrösek. A résztermések keresztmetszetben kerekdedek, félkör alakúak vagy tompa ötoldalúak, és csak az éréskor öt kiugró főbordával rendelkeznek. A karpofór egyszerű vagy a felső végén kettéágazó.

## Fajok
- Chaerophyllum aksekiense A.Duran & H.Duman
- Chaerophyllum angelicifolium M.Bieb.
- Chaerophyllum aromaticum L.
- Chaerophyllum astrantiae Boiss. & Balansa ex Boiss.
- Chaerophyllum atlanticum Coss. ex Batt.
- Chaerophyllum aurantiacum Post
- Chaerophyllum aureum L.
- Chaerophyllum azoricum Trel.
- Chaerophyllum bobrovii Schischk.
- Chaerophyllum borodinii Albov
- Chaerophyllum bulbosum L.

- Ch. bulbosum subsp. prescottii (DC.) Nyman

- Chaerophyllum byzantinum Boiss.
- Chaerophyllum capnoides (Decne.) Benth. ex C.B.Clarke
- Chaerophyllum coloratum L.
- Chaerophyllum confusum Woronow
- Chaerophyllum creticum Boiss. & Heldr.
- Chaerophyllum crinitum Boiss.
- Chaerophyllum dasycarpum (Hook. ex S.Watson) Nutt.
- Chaerophyllum elegans Gaudin
- Chaerophyllum euboeum Halácsy
- Chaerophyllum hakkiaricum Hedge & Lamond
- Chaerophyllum heldreichii Orph.
- Chaerophyllum hirsutum L.

- Ch. hirsutum subsp. magellense (Ten.) Pignatti

- Chaerophyllum humile M.Bieb.
- Chaerophyllum karsianum Kit Tan & Ocakv.
- Chaerophyllum khorossanicum Czerniak. ex Schischk.
- Chaerophyllum kiapazi Woronow ex Schischk.
- Chaerophyllum laseroides Hedge & Lamond
- Chaerophyllum leucolaenum Boiss.
- Chaerophyllum libanoticum Boiss. & Kotschy
- Chaerophyllum macropodum Boiss.
- Chaerophyllum macrospermum (Willd. ex Spreng.) Fisch. & C.A.Mey. ex Hohen.
- Chaerophyllum meyeri Boiss. & Buhse
- Chaerophyllum nivale Hedge & Lamond
- Chaerophyllum oligocarpum Post ex Boiss.
- Chaerophyllum posofianum Erik & Demirkus
- Chaerophyllum procumbens (L.) Crantz
- Chaerophyllum reflexum Aitch.
- Chaerophyllum roseum M.Bieb.
- Chaerophyllum rubellum Albov
- Chaerophyllum syriacum Heldr. & Ehrenb. ex Boiss.
- Chaerophyllum tainturieri Hook. & Arn.
- Chaerophyllum temulum L.
- Chaerophyllum tenuifolium Poir.
- Chaerophyllum villarsii W.D.J.Koch
- Chaerophyllum villosum Wall. ex DC.